# Липень 2014
Липень 2014 — сьомий місяць 2014 року, що розпочався в понеділок 1 липня та закінчився в середу 31 липня.

## Події
- 31 липня
  - Аргентина опинилася в стані технічного дефолту — вдруге за останні 12 років і увосьме в історії[1]
- 29 липня
  - Європейський Союз ввів санкції третього рівня щодо Росії через її політику стосовно України[2]
- 24 липня
  - Катастрофа MD-83 у Малі.
- 23 липня
  - Катастрофа ATR 72 в аеропорту Пенху.
- 17 липня
  - Збиття Boeing 777 біля Донецька
  - США та ЄС ухвалили рішення про розширення санкцій щодо Росії. Штрафні заходи вводяться проти ряду підприємств і організацій, які загрожують територіальній цілісності України[3][4]
- 15 липня
  - Аварія в московському метро (2014).
- 14 липня
  - Війна на сході України: Збиття Ан-26 під Луганськом.
- 11 липня
  - Війна на сході України: атака біля Зеленопілля.
- 5 липня
  - Сили АТО звільнили Слов'янськ від террористів. Президент України наказав відновити державний прапор над міськрадою Слов'янська.[5]
  - Після тривалої хвороби помер Його Блаженство кир Володимир (Сабодан), митрополит Київський і всієї України (Московського патріархату), Голова і постійний член Священного Синоду Української православної церкви[6]
- 1 липня
  - Верховна Рада України заснувала орден Героїв Небесної Сотні[7]